# Рыба-лист
Рыба-лист, или многоколючая рыба-лист (лат. Monocirrhus polyacanthus), — вид пресноводных лучепёрых рыб из семейства многоколючниковых (Polycentridae), единственный в роде рыб-листов (Monocirrhus). Ранее семейство включали в состав отряда окунеобразных (Perciformes), а с 2016 года рассматривают как incertae sedis в подсерии Ovalentaria.

## Описание
Рыба-лист похожа цветом и формой тела на омертвелые жёлто-коричневые листья. На вершине нижней челюсти расположен направленный вперёд, неподвижный усик. Рыбы-листы достигают длины до 10 см.

## Образ жизни
Рыба-лист обитает в бассейне реки Амазонки в медленно текущих, а также в стоячих водах. Она питается почти исключительно мелкой рыбой. Рыбы-листы медленно плывут по течению, направив при этом голову вниз. Когда они проплывают мимо маленькой рыбы, они молниеносно открывают свою огромную для своего размера пасть и всасывают добычу в свою глотку. При этом ротовая полость составляет 60 % от длины головы.